# Christian Latouche
Pour les articles homonymes, voir Latouche.
Christian Latouche est un chef d’entreprise, homme d’affaires et milliardaire français né le 18 juillet 1940 à Bordeaux.
Fondateur en 1970 de Sofinarex, devenu Fiducial en 1991, il est considéré comme la 58e fortune de France selon le classement Challenges 2019. Il est à la tête d’un groupe international présent dans 80 pays et compte 17 500 collaborateurs avec un chiffre d’affaires de 1,8 milliard de dollars.
Il est réputé proche de l'extrême droite,.

## Biographie

### Origine et formation
Christian Latouche est né à Bordeaux (Gironde) le 18 juillet 1940, dans une famille de commerçants. Il est formé par les Pères jésuites au collège de Provence à Marseille dans les années 1950.
Après l'obtention du baccalauréat à Marseille, Christian Latouche effectue son service militaire. Depuis le 1er octobre 1975, il est intendant militaire adjoint de réserve.
En 1960, il entre à l'École supérieure de commerce de Paris (ESCP) — option finances comptabilité — et a l'idée qu’il serait possible d’intégrer et de consolider le métier de l’expertise comptable et plus largement des services à valeur ajoutée pour les petites entreprises,. 
Sorti de l’ESCP en 1963, il enchaîne les diplômes et qualifications jusqu’en 1967 : diplômé de l’Institut d’administration des entreprises de Paris (IAE 1964), il obtient ensuite successivement les certificats supérieurs juridique et fiscal, d’organisation et de gestion des entreprises, de révision comptable, des relations économiques européennes et internationales et des traitements des données et des informations, qui lui permettent d'être expert-comptable en 1967,.

### Carrière
Après avoir intégré le cabinet américain Peat Marwick Mitchell & Co, Christian Latouche devient directeur du service révision d’une filiale du cabinet Ernst & Young (Helios) à Lyon en 1967. 
En 1970, il crée Sofinarex, société d’expertise comptable spécialisée dans les TPE/PME. 
Christian Latouche entreprend en 1989 une importante opération de croissance externe. Il reprend DACF-CECF dont le siège social est à Angers. Cet ensemble occupe 2 000 personnes et propose des prestations comptables, fiscales et sociales auprès des très petites entreprises (TPE). En 1990, il se porte acquéreur du groupe SACI, coté en bourse et leader dans la commercialisation des fournitures comptables, grâce notamment à ses imprimeries à plat et en continu. En 1991, il fusionne Sofinarex, qui emploie alors 1 200 collaborateurs, avec DACF-CECF, pour donner naissance à une société unique, qu’il baptisera Fiducial Expertise.
En 1993, Christian Latouche fait l’acquisition de Sofidex, 3e cabinet français d'expertise comptable et de conseil, avec 800 collaborateurs. Sofidex sera intégrée à Fiducial Expertise, qui devient alors la deuxième société française d'expertise comptable.
Il élargit l'offre pluridisciplinaire de sa firme. À côté des prestations d'expertise comptable, il propose des services d'audit et de commissariat aux comptes, ainsi que des pôles de compétences en conseil juridique et fiscal et en conseil financier. Ce dispositif est complété par une offre de progiciels et de matériels informatiques.
En 1996, il implante sa société en Belgique et crée un réseau de correspondants à l'international et part en 1999, développer son activité aux États-Unis comme franchiseur de réseaux intervenant dans le conseil comptable et fiscal et comme cabinet comptable.
Fiducial et ses correspondants recensent en 2012 12 650 collaborateurs dans 78 pays et réalisent un chiffre d’affaires de 1,5 milliard de dollars.
En 2021, son projet viticole à Belle-Île-en-Mer dans le Morbihan rencontre une forte opposition de la population.

## Fraude fiscale
En mai 2017, Christian Latouche est cité dans les Malta Files : le journal en ligne Mediapart et le réseau European Investigative Collaborations révèlent qu'il fait partie des grands patrons français possédant un yacht immatriculé dans le paradis fiscal de l'île de Malte, pour bénéficier d'un procédé d'optimisation fiscale nommé leasing maltais qui permet aux acquéreurs d'un yacht neuf de payer un taux réduit de TVA (5,4 %) par rapport à celui en vigueur en France (10 % avec leasing, 20 % sans),. L'homme d'affaires a ainsi créé entre 2013 et 2014 trois sociétés domiciliées à Malte, dont l'une compte parmi ses actifs le yacht Kriss battant pavillon maltais ; ces trois sociétés sont elles-mêmes détenues par une holding domiciliée au Luxembourg et fondée en 1988, Fiducial Financière du Luxembourg (FFL), ce par le biais d'une seconde société luxembourgeoise.
Mediapart, qui indique que « Christian Latouche a logé sa fortune dans un réseau de sociétés immatriculées aux Pays-Bas et au Luxembourg » aux comptes très succincts, révèle également qu'il a domicilié en 1973 une société aux Pays-Bas devenue ensuite la holding du groupe Fiducial qu'il dirige ; il déplace cette holding au Luxembourg en avril 2014.

## Prises de position
En dépit d'une certaine discrétion, Christian Latouche a néanmoins été orateur dans divers événements politiques et économiques, en particulier de formations d'extrême droite et d'organisations patronales. En 2002 et 2005, il participe ainsi au congrès de la Confédération des petites et moyennes entreprises (CGPME) et intervient en 2003 à l'université d'été du Mouvement national républicain et devant le bureau politique du Front national, à la suite de quoi ce dernier parti a indiqué s'être retrouvé dans une grande partie de ses propositions.

## Mécénat et partenariats
Depuis 1999, Christian Latouche est le mécène de Climso (acronyme de Christian Latouche imageur solaire), instrument astronomique solaire basé à l’observatoire du Pic du Midi. Cet instrument réalise des multiples clichés du soleil, plus particulièrement de la surface et de la couronne dans leur globalité.
En 2008, Christian Latouche signe un partenariat avec le Stade toulousain. Fiducial figure ainsi sur le dos des maillots des joueurs du Stade toulousain lors des matches de Coupe d'Europe, puis à partir de 2009, pour les rencontres du Top 14.

## Médias
En 2008, Christian Latouche et le groupe Fiducial dévoilent leur intérêt pour les médias. Fiducial Medias rachète Lyon Capitale en avril 2008, et devient actionnaire majoritaire de Lyon Mag en décembre 2008 après une bataille judiciaire avec le fondateur, mais le titre est mis en liquidation judiciaire en janvier 2009. Il rachète ensuite Lyon TV en 2010, devenu Lyon Capitale TV. Ses tentatives de rachat de L'Expansion et de La Tribune en 2011 se heurtent au refus des journalistes des deux établissements.
En avril 2012, il se présente devant le CSA en vue d’obtenir une autorisation nationale TNT pour la création de D-Facto, une chaîne consacrée aux documentaires et aux débats. Il déclare à cette occasion avoir l’intention de se développer dans l’univers des médias, en complément de sa stratégie de services à destination des entreprises et des entrepreneurs,,. Mais il n'obtiendra pas la fréquence souhaitée.
En 2013, le groupe Fiducial rachète Sud Radio à Sud Radio Groupe (devenu en 2013 Groupe 1981), alors en perte d'audience.
En 2012 et 2013, Christian Latouche porte plainte pour diffamation contre le directeur de publication de l'observatoire des sondages, l'universitaire Alain Garrigou, ainsi que contre Pierre Haski, de Rue89, pour deux articles, le décrivant comme proche de l'extrême droite. Il est débouté dans les deux cas.
Sud Radio est notamment connue pour être un relais de plusieurs théories complotistes,. Elle suscite des controverses pour cette raison, ainsi que pour la promotion de thèses d'extrême droite.

## Vie personnelle et distinctions
Christian Latouche est réputé discret, voire secret,.
Il est chevalier de l’ordre national de la Légion d’honneur le 14 juillet 2010.
Depuis 2008, il est propriétaire du domaine de la Vallongue (38 ha de vignoble converties à l’agriculture biologique en 1985, et une oliveraie,).
Il était en 2018 la 76e fortune française avec 1,3 milliard d'euros.
Il est propriétaire de l'île de Boëdic, dans le golfe du Morbihan, acquise au  printemps 2015 pour un montant estimé à 3,9 millions d'euros.
En 2018, il acquiert en Suisse la villa les Bleuets.